# Федеральный исследовательский центр информационных и вычислительных технологий
Федеральный исследовательский центр информационных и вычислительных технологий (прежнее название — Институт вычислительных технологий СО РАН, переименован в 2020 году) — институт Сибирского отделения Российской академии наук, организован в 1990 году. Расположен в Новосибирске.

## Общие сведения
В целях развития информатики, математического моделирования, вычислительной техники и современных информационно-вычислительных технологий в 1990 году на базе Главного производственного вычислительного центра Сибирского отделения Академии наук СССР создан Институт вычислительных технологий СО РАН. Институт организован академиком Юрием Ивановичем Шокиным, который более 25 лет был директором Института, а затем до конца жизни являлся его научным руководителем. В 2020 году Институту присвоен статус федерального исследовательского центра с названием «Федеральный исследовательский центр информационных и вычислительных технологий».
Центр имеет филиалы в Красноярске, Кемерово, Томске и Бердске.
По состоянию на 1 января 2020 года в Центре работает 227 человек, в том числе 102 научных сотрудника, включая 2 академиков РАН, 33 докторов и 49 кандидатов наук. В Центре работает аккредитованная аспирантура.
Основными направлениями научной деятельности Центра являются:
- информационно-вычислительные технологии и программно-аппаратные средства в задачах поддержки принятия решений;
- методы, технологии и программные средства в задачах автоматизации производств, анализа и проектирования конструкций, сооружений и технических систем.

## Руководитель Центра
- Директор — д.ф.-м.н. Медведев Сергей Борисович

## Структура
- 1. Административно-управленческий персонал
  - 1.1. Дирекция
  - 1.2. Научно-организационный отдел
    - 1.2.1. Группа ученого секретаря
    - 1.2.2. Канцелярия
    - 1.2.3. Группа проектного управления

  - 1.3. Отдел кадров
  - 1.4. Финансово-экономическая служба
    - 1.4.1. Бухгалтерия
    - 1.4.2. Планово-экономический отдел

  - 1.5. Отдел по охране труда и технике безопасности
  - 1.6. Отдел по ГО и ЧС
- 2. Научные подразделения
  - 2.1. Отдел вычислительных технологий
    - 2.1.1. Лаборатория анализа и оптимизации нелинейных систем
    - 2.1.2. Лаборатория математического моделирования
    - 2.1.3. Лаборатория вычислительных технологий

  - 2.2. Отдел информационных технологий и проблем мониторинга
    - 2.2.1. Лаборатория информационных систем и защиты информации (совместно с СибГУТИ)
    - 2.2.2. Лаборатория информационных ресурсов
    - 2.2.3. Лаборатория аэрокосмического мониторинга и обработки данных (совместно с АлтГУ)
    - 2.2.4. Лаборатория цифровых двойников и анализа больших данных

  - 2.3. Отдел информационных технологий в медицине и биологии
    - 2.3.1. Лаборатория биомедицинской информатики
    - 2.3.2. Лаборатория биоинформатики
    - 2.3.3. Лаборатория технологий анализа и обработки биомедицинских данных

  - 2.4. Конструкторско-технологический отдел
    - 2.4.1. Лаборатория индустриальной информатики
    - 2.4.2. Лаборатория автоматизированных систем
    - 2.4.3. Центр инженерно-технического обеспечения
      - 2.4.3.1. Сектор измерительных систем и приборостроения
      - 2.4.3.2. Сектор цифровых управляющих систем

  - 2.5. Отдел ВТК
  - 2.6. Научно-образовательный центр
    - 2.6.1. Отдел аспирантуры
    - 2.6.2. Педагогическая группа
- 3. Хозяйственные службы
  - 3.1. Отдел управления хозяйственными службами и имущественным комплексом
  - 3.2. Отдел закупочной деятельности и материально-технического обеспечения
  - 3.3. Отдел главного энергетика
  - 3.4. Отдел эксплуатации
  - 3.5. Транспортный отдел
  - 3.6. Хозяйственный отдел
- 4. Филиалы
  - 4.1. Красноярский филиал – специальное конструкторско-технологическое бюро «Наука»
    - 4.1.1. Дирекция филиала
    - 4.1.2. Административно-управленческая и вспомогательная часть
      - 4.1.2.1. Планово-финансовый отдел
      - 4.1.2.2. Отдел кадров
      - 4.1.2.3. Канцелярия
      - 4.1.2.4. Служба эксплуатации и материально-технического обеспечения
      - 4.1.2.5. Научно-организационный отдел

    - 4.1.3. Лаборатория мониторинга и природно-техногенной безопасности
    - 4.1.4. Лаборатория вычислительной механики и риск-анализа
    - 4.1.5. Лаборатория временных трудовых коллективов
    - 4.1.6. Отдел поддержки исследований и опытного производства
      - 4.1.6.1. Сектор конструирования электронных систем

  - 4.2. Кемеровский филиал
    - 4.2.1. Лаборатория геоинформационного моделирования
    - 4.2.2. Лаборатория моделирования геоэкологических систем (совместно с ИВЭП СО РАН)
    - 4.2.3. Лаборатория информационно-вычислительных технологий (совместно с КемГУ)

  - 4.3. Томский филиал
    - 4.3.1. Лаборатория численного моделирования и высокопроизводительных ресурсов
    - 4.3.2. Лаборатория проблем регионального мониторинга

  - 4.4. Бердский филиал – «Бердстроймаш»
    - 4.4.1. Административно-хозяйственный отдел
    - 4.4.2. Лаборатория информационных технологий в экологии
- 5. Ресурсные центры
  - 5.1. Центр научных ИТ-сервисов
  - 5.2. Инжиниринговый центр
  - 5.3. Инженерно-испытательный центр
    - 5.3.1. Сектор прототипирования
    - 5.3.2. Сектор механических испытаний

  - 5.4. Производственно-технологический центр
- 6. Вспомогательные службы
  - 6.1. Отдел информационно-технического сопровождения
  - 6.2. Редакционно-издательская группа

## Международное сотрудничество
Институт вычислительных технологий СО РАН, имеет широкий спектр международных связей. Институт плодотворно сотрудничает с High Performance Computing Center in Stuttgart (Высокопроизводительный вычислительный центр в Штутгарте), сотрудничество с которым началось с заседаний  рабочей группы по высокопроизводительным вычислениям (2004, 2005, 2006, 2007 гг.). Совместным проектом с германскими коллегами является проводимая примерно 1 раз в 2 года  школа молодых ученых по параллельному программированию и высокопроизводительным вычислениям (HPCSchool; 2004, 2005, 2006, 2007, 2008, 2011, 2013, 2015, 2017 гг.). Еще одним европейским партнером является Математический институт Сербской академии наук и искусств, (Математички институт Српске академиje науке и уметности; Белград, Сербия), сотрудники которого входят в совместную  рабочую группу по математическому моделированию. Совместно проводится международная конференция «Mathematical and Information Technologies (MIT)» (2009, 2011, 2013, 2016 гг.), на которой в том числе обсуждаются результаты совместной работы.
Тесное сотрудничество Институт вычислительных технологий СО РАН ведет с коллегами из ближнего зарубежья — Казахстаном. Работы по математическому моделированию и информационным технологиям проводятся совместно с Казахским государственным университетом имени  и  университетом имени С. Аманжолова. Также с казахстанскими партнерами проводится международная конференция «Computational and Informational Technologies in Science, Engineering and Education CITech» (в 2002, 2003, 2004, 2006, 2008, 2011, 2013, 2015 гг.), на которой в том числе обсуждаются результаты совместной работы.
Важнейшими зарубежными партнерами являются:
1. High Performance Computing Center in Stuttgart, Germany (Высокопроизводительный вычислительный центр в Штутгарте, Германия);
2. University of Freiburg, Germany (Университет Фрайбурга, Германия);
3. Mathematical Institute of the Serbian Academy of Sciences and Arts (Математический институт Сербской академии наук и искусств);
4. University of Pristina in Kosovska Mitrovica, Serbia (Университет Приштины в , Сербия);
5. University of Nis, Serbia (Нишский университет, Сербия);
6. Казахский государственный университет им. , Казахстан;
7. государственный университет им. С. Аманжолова, Казахстан.

Многие сотрудники Института вычислительных технологий СО РАН принимают деятельное участие в работе международных научных и  организаций:
1. Asian Computational Fluid Dynamics Society (Азиатское общество вычислительной гидродинамики);
2. American Mathematical Society (Американское математическое общество);
3. American Society of Mechanical Engineers (Американское общество инженеров механиков);
4. European Academy of Sciences (Европейская Академия наук);
5. European Geophysical Society (Европейское геофизическое общество);
6. Комиссия по цунами при Отделении наук о Земле РАН.